# العال (عمان)
العال منطقة سكنية تقع في لواء ناعور، محافظة العاصمة في الأردن. تنتمي المنطقة لقضاء حسبان الذي يضم 6 مناطق. يقدر عدد سكانها بـ 5881 نسمة حسب إحصاء 2015.

## الوصلات الخارجية
- دائرة الاحصاءات العامة